# Falerisztika

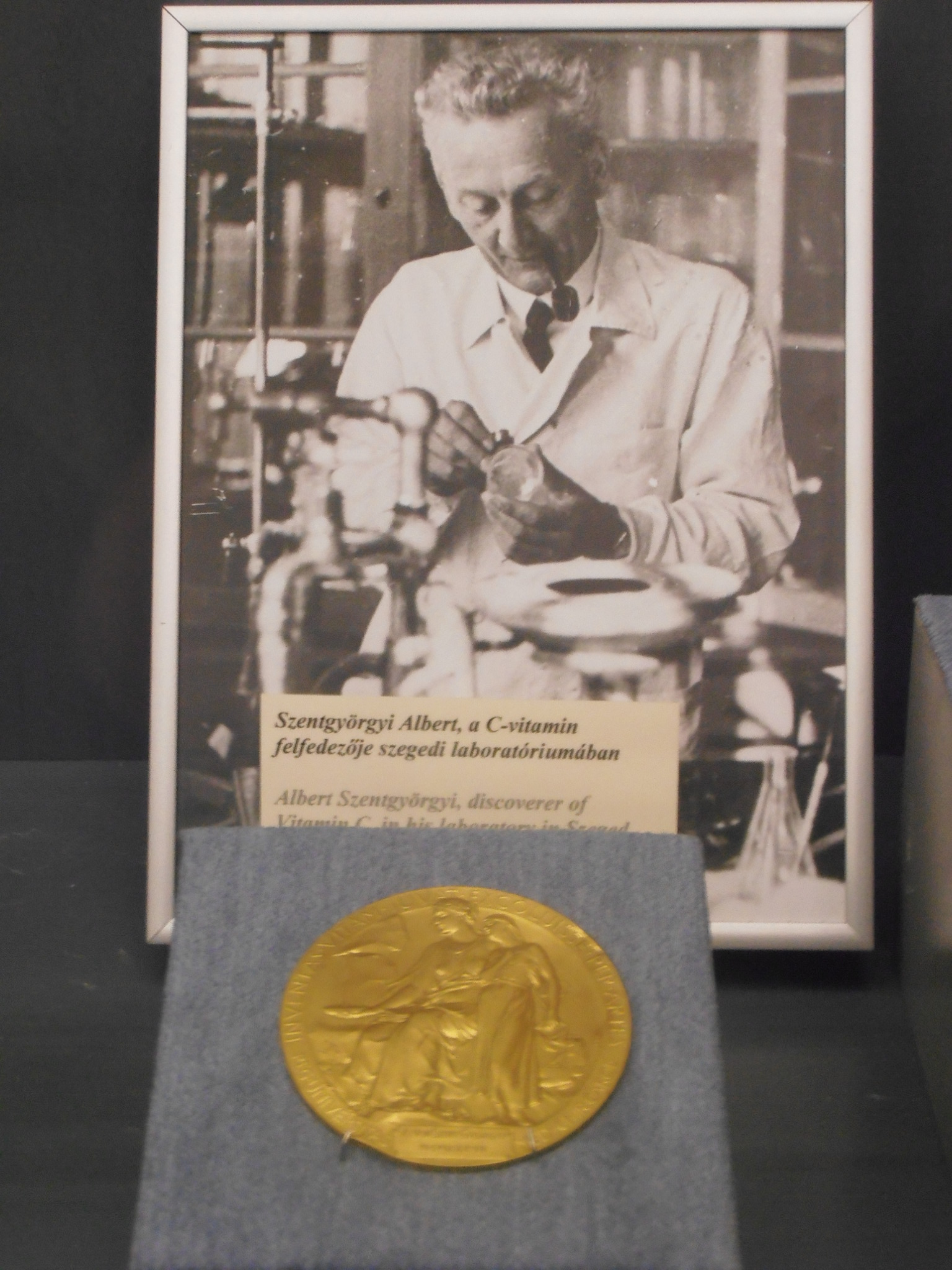
Szent-Györgyi Albert Nobel-díj érmének másolata a Magyar Nemzeti Múzeumban

A falerisztika más néven rendjel- és kitüntetéstan (a görög ta falara kifejezésből) a kitüntetésekkel, azok közül a ruházaton viselt formákkal foglalkozó történeti segédtudomány.

## Etimológiája
Az ógörög nyelvben a „τά φάλαρα” kifejezés kör- vagy félhold alakú nemesfém bevonatú plakettet jelölt, amelyet eredetileg a harci lovak szügyére helyeztek gazdájuk harci sikereinek elismerésére. Ebből alakult ki Rómában a „phalera“ szó, már elsősorban a harcosok mellkasán viselt katonai kitüntetések jelzésére.

## A tudományág elkülönülése

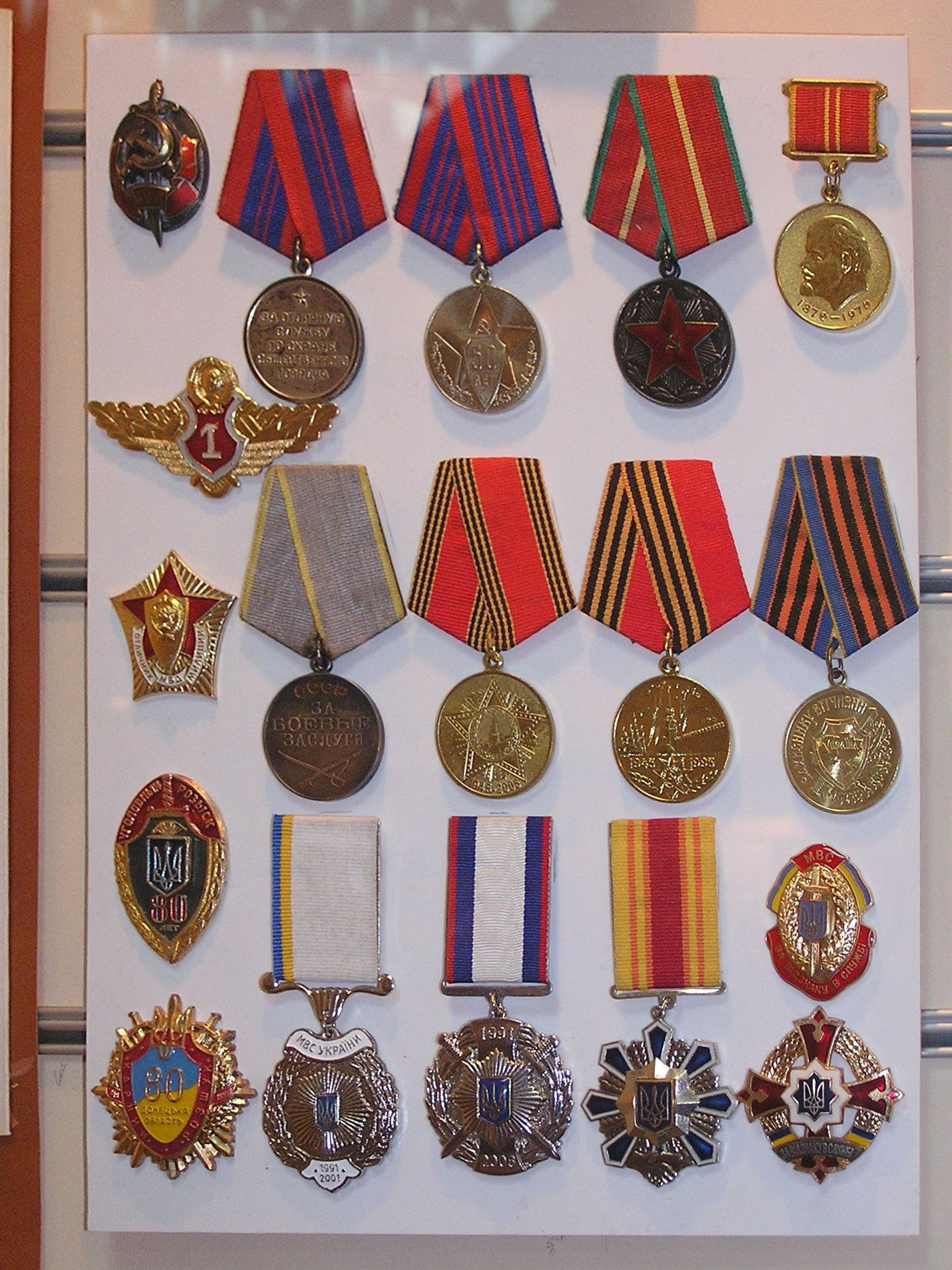
Érmek a Donyeck Múzeumban

A modern történettudomány kialakulása során sok történész érdeklődését felkeltette a kitüntetések, rendjelek története is, különösen a lovagrendekkel összefüggésben. Jelentős korai képviselője volt a falerisztikának Julius Gottlieb Iversen oroszországi tudós a 19. században, vagy Magyarországon kisfaludi Kassics Ignácz. A falerisztika szót e történeti segédtudomány megnevezésére Kristian Turnwald és Oldřich Pilc alkotta meg 1936-ban, egyben elhatárolva ezt a területet a testvértudományoktól, a numizmatikától és a heraldikától.